# Leandro Rinaudo
Leandro Rinaudo (né le 9 mai 1983 à Palerme, en Sicile) est un footballeur italien.

## Biographie
Pesant 78 kg pour 1,91 m, Rinaudo dit Terapia d'urto joue à un poste de défenseur.

## Carrière
- 2001-2002 : US Palerme  (0 matchs, 0 buts)
- 2002-2003 : Varese  (7 matchs, 0 buts)
- 2003-2004 : Salernitana  (24 matchs, 0 buts)
- 2004-2005 : AC Cesena  (36 matchs, 1 but)
- 2005-2006 : US Palerme  (10 matchs, 0 buts)
- 2006-2007 : AC Sienne  (27 matchs, 1 but)
- 2007-2008 : US Palerme  (22 matchs, 2 buts)
- 2008-2009 : SSC Naples  (17 matchs, 0 buts)
- 2009-2010 : SSC Naples  (18 matchs, 1 but)
- 2010-2011 : Juventus FC (prêt) (3 matchs, 0 buts)
- jan. 2012-2012 : Novare  (prêt)
- 2013-2014 : Livourne
- depuis 2014 : Virtus Entella [2]